# Mistrzostwa Europy w Judo 1993
42. Mistrzostwa Europy w Judo odbywały się w 1993 roku w Atenach (Grecja). Turniej drużynowy rozegrano we Frankfurcie nad Menem, w dniach 23 i 24 października.

## Mężczyźni
| Konkurencja: | Złoto | Srebro | Brąz |
| -60kg        | Nazim Hüseynov | Khasai Bisułtanow | Paweł Botew Nigel Donohue |
| -65kg        | Siergiej Kosmynin | Vsevolods Zeļonijs | Udo Quellmalz Tudor Lazarenko |
| -71kg        | Wladimer Dgebuadze | Tarlan Poladov | Jorma Korhonen Patrick Rosso |
| -78kg        | Darcel Yandzi | Soso Liparteliani | Johan Laats Aleksiej Timoszkin |
| -86kg        | Pascal Tayot | Apti Magomedow | Alex Smeets Oleg Malcew |
| -95kg        | Stéphane Traineau | Thomas Etlinger | Leonid Swirid Antal Kovács |
| +95kg        | Dawit Chachaleiszwili | David Douillet | Frank Möller Rafał Kubacki |
| +            | Dawit Chachaleiszwili | Harry Van Barneveld | Jewgienij Pieczurow Henry Stöhr |
| Drużynowo    | Francja · Gaëtan Bikindou · Christophe Brunet · Christophe Gagliano · Darcel Yandzi · Pascal Tayot · Stéphane Traineau · David Douillet · (Patrick Rosso, Djamel Bouras) | Niemcy · Richard Trautmann · Peter Schlatter · Rene Sporleder · Uwe Frenz · Sven Helbing · Detlef Knorrek · Frank Möller · (Martin Schmidt, Marko Spittka, Bernd Pirpamer) | Turcja · Hüseyin Özkan · Salim Abanoz · Alpaslan Ayan · Goksel Sener · Iraklı Uznadze · Salih Tufan Durmus · Selim Tataroğlu · (Haldun Efemgil) · Rosja · Nikołaj Ożegin · Vladimir Drachko · Siergiej Kolesnikow · Vladimir Kondrashov · Tagir Abdulaev · Dmitrij Siergiejew · Siergiej Kosorotow · |

## Kobiety
| Konkurencja: | Złoto | Srebro | Brąz |
| -48kg        | Jana Perlberg | Tatjana Kuwszynowa | Martine Dupond Hülya Şenyurt |
| -52kg        | Almudena Muñoz | Cécile Nowak | Elise Summers Alessandra Giungi |
| -56kg        | Nicola Fairbrother | Tanja Muenzinger | Nicole Flagothier Anita Kubica |
| -61kg        | Ja’el Arad | Gella Vandecaveye | Diane Bell Catherine Fleury-Vachon |
| -66kg        | Alice Dubois | Chloe Cowen | Claudia Zwiers Emanuela Pierantozzi |
| -72kg        | Laetitia Meignan | Ulla Werbrouck | Karin Kienhuis Kate Howey |
| +72kg        | Monique van der Lee | Swietłana Gundarienko | Beata Maksymow Natalina Lupino |
| +            | Angelique Seriese | Natalina Lupino | Irina Rodina Karin Kutz |
| Drużynowo    | Francja · Bénédicte Nardou · Marie-Claire Restoux · Magali Baton · Catherine Fleury-Vachon · Isabelle Beauruelle · Estha Essombe · Gaëlle Potel · (Sylvie Meloux, Alice Dubois, Laurence Sionneau) | Holandia · Tamara Meijer · Machteld Knuit · Jessica Gal · Jenny Gal · Claudia Zwiers · Karin Kienhuis · Monique van der Lee | Niemcy · Jana Perlberg · Heike Frohse · Tanja Muenzinger · Petra Schweizer · Nicole Bruns · Christine Meierarend · Johanna Hagn · (Birte Siemens, Alexa von Schwichow, Susann Singer, · Sandra Wurm, Silke Gerdes, Regina Schüttenhelm, · Claudia Weber) · Czechy |

## Klasyfikacja medalowa
| Miejsce | Państwo         | Złoto | Srebro | Brąz | Razem |
| ------- | --------------- | ----- | ------ | ---- | ----- |
| 1       | Francja         | 7     | 3      | 4    | 14    |
| 2       | Gruzja          | 3     | 1      | 0    | 4     |
| 3       | Holandia        | 2     | 1      | 3    | 6     |
| 4       | Rosja           | 1     | 3      | 4    | 9     |
| 5       | Niemcy          | 1     | 2      | 5    | 8     |
| –       | Wielka Brytania | 1     | 1      | 4    | 6     |
| 7       | Azerbejdżan     | 1     | 1      | 0    | 2     |
| 8       | Hiszpania       | 1     | 0      | 0    | 1     |
| –       | Izrael          | 1     | 0      | 0    | 1     |
| 10      | Belgia          | 0     | 3      | 2    | 5     |
| 11      | Mołdawia        | 0     | 1      | 1    | 2     |
| 12      | Austria         | 0     | 1      | 0    | 1     |
| –       | Łotwa           | 0     | 1      | 0    | 1     |
| 14      | Polska          | 0     | 0      | 3    | 2     |
| 15      | Włochy          | 0     | 0      | 2    | 2     |
| -       | Turcja          | 0     | 0      | 2    | 2     |
| 17      | Białoruś        | 0     | 0      | 1    | 1     |
| –       | Bułgaria        | 0     | 0      | 1    | 1     |
| –       | Finlandia       | 0     | 0      | 1    | 1     |
| –       | Węgry           | 0     | 0      | 1    | 1     |
| –       | Czechy          | 0     | 0      | 1    | 1     |